# Шуахевський муніципалітет
Шуахе́вський муніципаліте́т (груз. შუახევის მუნიციპალიტეტი) — муніципалітет у Грузії, що входить до автономної республіки Аджарії. Центр — Шуахеві.
| Грузія | Це незавершена стаття з географії Грузії. Ви можете допомогти проєкту, виправивши або дописавши її. |